# Agua Escondida, Tepatitlán de Morelos
Agua Escondida är en ort i Mexiko.   Den ligger i kommunen Tepatitlán de Morelos och delstaten Jalisco, i den centrala delen av landet, 400 km väster om huvudstaden Mexico City. Agua Escondida ligger 1 933 meter över havet och antalet invånare är 162.
Terrängen runt Agua Escondida är huvudsakligen platt, men norrut är den kuperad. Runt Agua Escondida är det ganska tätbefolkat, med 86 invånare per kvadratkilometer. Närmaste större samhälle är Tepatitlán de Morelos, 6,3 km sydväst om Agua Escondida. I omgivningarna runt Agua Escondida växer huvudsakligen savannskog.